# Creta
|  | Per a altres significats, vegeu «Creta (geologia)». |

Creta (grec: Κρήτη ['kriti]) és l'illa més gran de Grècia i la cinquena de la Mediterrània.
Entre els atractius turístics de l'illa hi ha els jaciments arqueològics de Cnossos, Festos, Gortina i molts altres, el castell venecià de Réthimno o la famosa Gorja de Samarià.
A Creta hi va haver la civilització minoica (aproximadament entre els anys 3000 i 1400 aC), una de les primeres civilitzacions d'Europa.

## Geografia
Creta és una de les 13 regions de Grècia. És l'illa grega més gran i la segona de la Mediterrània oriental després de Xipre. Creta s'estén a l'extrem sud de la mar Egea i té una superfície de 8.336 km². La seva població és de 650.000 habitants (2005), anomenats cretencs, cretenques. És una illa allargassada, de 260 km de longitud, i té una amplària que varia des dels 60 km mesurats des del cap Dio fins al cap Líthino, fins als només 12 km de l'istme de Ieràpetra, a l'est de l'illa. Té uns 1.000 km de costa molt accidentada, plena de caps, golfs i badies. Creta es troba a uns 160 km al sud de la Grècia continental.
L'illa és extremadament muntanyosa i és travessada longitudinalment per una alta serralada formada per tres massissos diferents, que són, d'oest a est:
- Les Lefka Ori (Muntanyes Blanques), que culminen als 2.452 m al mont Pachnes.
- Les muntanyes d'Ida o Idi, que culminen al mont Ida o Psiloritis (35° 13′ N, 24° 46′ E / 35.22°N,24.77°E), el punt més alt de Creta, amb 2.456 m.
- Les muntanyes de Dicte o Dikti, amb una alçada màxima de 2.148 m al mont Spathi.

Aquest relleu orogràfic ha dotat Creta d'altiplans fèrtils com els de Lassithi, Omalós, Nida, i Askifu, coves com Dikteon Andron i Ideon Andron, i nombroses gorges com la famosa Gorja de Samarià i moltes altres de menors (Àgia Irini, Aradena, Asfendos, Imbros, Kallikratiano, Kritsa, Thérisso, Zakros, etc.). El llac Kournás, al peu de les Muntanyes Blanques, és l'únic llac d'aigua dolça de l'illa (35° 19′ 51″ N 24° 16′ 32″ E).

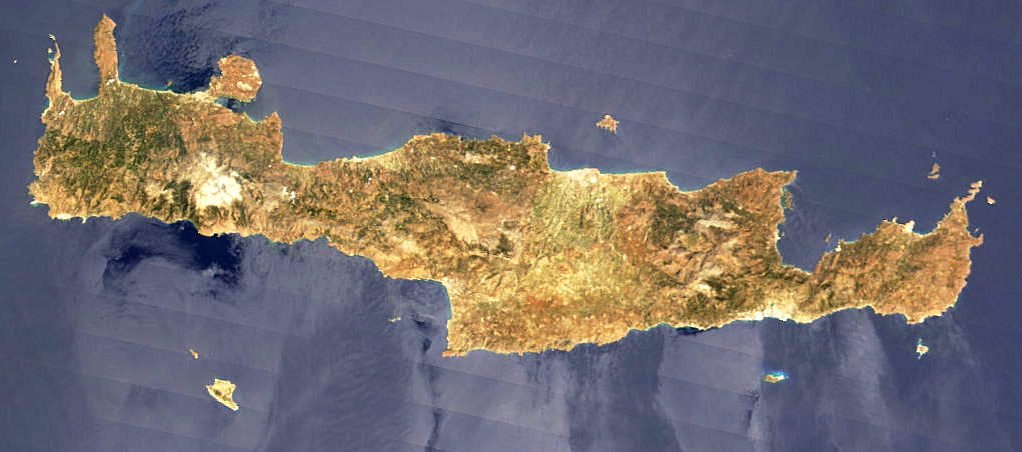
Creta vista des de l'espai

### Illes i illots adjacents
- Agi Pandes (al nord-est, vora Àgios Nikólaos)
- Àgii Theódori (al nord-oest de la Canea)
- Agria Grambusa (al nord de Grambusa)
- Dia (al nord, davant d'Heraklion)
- Illes Dionisíades (al nord de Sitia)
- Elafonissi (al sud-oest de Paleochora)
- Elassa (a l'est de Creta)
- Gavdopoúla o Ofidoussa (al nord-oest de l'illa de Gavdos)
- Gavdos (al sud de Sfakià), l'única habitada regularment.
- Grambusa (al nord de Kissamos)
- Grantes (a l'est de Creta)
- Khrissi o Gaidouronisi (al sud-est de Ieràpetra)
- Kufonissi (al sud de Lassithi)
- Makronisi (al sud, vora Kaloi Limenes)
- Paleosuda (al nord, al golf de Suda)
- Paximadia (al sud, al golf de Messara)
- Petalida (a l'oest, davant de Falasarna)
- Pontikonisi (a l'oest de Grambusa)
- Psira (al nord, al golf de Mirabello)
- Spinalonga o Kalidon (al nord, vora Elunda)
- Suda (al nord, a la badia de Suda)

## Clima
Creta es troba a cavall de dues zones climàtiques, la mediterrània i la nord-africana, tot i que la major part de l'illa cau sota l'àrea d'influència de la primera. Així, el clima cretenc és majoritàriament temperat i bastant humit, depenent de la proximitat del mar. Els hiverns són suaus: la neu hi és pràcticament desconeguda a les planes, tot i que prou freqüent a les muntanyes. A l'estiu, les temperatures mitjanes són entre la franja alta dels 20 i la franja baixa dels 30 graus Celsius. L'excepció en pot ser la costa meridional, que inclou la plana de Mesarà i les muntanyes d'Asteroúsia, que es veuen afectades pel clima nord-africà i, per tant, tenen més dies de sol i unes temperatures més altes durant l'estiu.

## Economia
L'economia de Creta, que fins no fa gaires anys es basava principalment en l'agricultura, va començar a canviar visiblement durant la dècada de 1970. Mentre que els conreus i la cria de bestiar encara hi tenen importància, a causa del clima i del terreny de l'illa, s'ha observat una caiguda de la indústria manufacturera i un gran increment de la indústria de serveis (sobretot els relacionats amb el turisme). Tots tres sectors de l'economia cretenca (agricultura, productes agroalimentaris, serveis) estan interrelacionats i són interdependents. Creta té una renda per capita molt semblant a la mitjana grega. La desocupació hi és del 4% aproximadament, la meitat de la de Grècia.
L'illa té tres aeroports: l'Aeroport Internacional Nikos Kazantzakis (HER) a Càndia, l'Aeroport Internacional Ioannis Daskalogiannis (CHQ) a la Canea, i l'aeroport domèstic de Sitia (JSH).

## Ciutats
Les principals ciutats de Creta són:
- Càndia o Iràklio (165.000 habitants)
- La Canea o Khanià (75.000 habitants)
- Réthimno (31.000 habitants)
- Ieràpetra (24.000 habitants)
- Àgios Nikólaos (19.000 habitants)
- Sitia (9.000 habitants)

## Divisió administrativa
L'illa de Creta és una regió (perifèria) de Grècia, dividida en quatre prefectures o departaments (nomós), d'oest a est: Chania, Rethymnon, Herakleion i Lassithi. Històricament, a més, cada prefectura estava dividida en diverses províncies (eparkhies) (Actualment, les províncies ja no tenen cap estatus legal).
La prefectura de Khanià (la Canea) tenia aquestes províncies:
- Apokóronas, capital Vamos
- Cidònia, capital la Canea (Khanià)
- Kíssamos, capital Kastélli (Kastelli Kissamou)
- Selino, capital Kàndanos
- Sfakià, capital Khora Sfakion (Chora Sfakion)

La prefectura de Réthimno (Rethymnon) tenia aquestes províncies:
- Réthimno, capital Réthimno (Rethymnon)
- Àgios Vasilios, capital Spili
- Amari, capital Amari
- Milopotamos (Mylopotamos), capital Perama

La prefectura d'Iràklio (Càndia) tenia aquestes províncies:
- Temenos, capital Càndia (Iràklio)
- Malevizion, capital Agion Myronas
- Pediada, capital Kasteli
- Kainourgion, capital Moires
- Pyrgiotissa, capital Vori
- Viannos, capital Pefkos
- Monofatsi, capital Pirgos

La prefectura de Lassithi té per capital Àgios Nikólaos, i tenia aquestes províncies:
- Ieràpetra, capital Ieràpetra
- Sitia, capital Sitia
- Mirabello (Mirampellos), capital Neapolis
- Lassithi, capital Tzermiado

## Turisme
La infraestructura turística actual de Creta abasta tota mena de públics i butxaques, des dels grans hotels de luxe amb tota mena d'instal·lacions (piscines, pistes d'esport, discoteques, botigues, restaurants, etc.), fins als petits apartaments familiars o els càmpings. Els visitants poden arribar a l'illa per avió mitjançant algun dels aeroports internacionals de Càndia, la Canea, o Sitia, o per vaixell a través dels ports de Càndia, la Canea, Réthimno i Àgios Nikólaos.

## Cultura i llengua
Vegeu Grec cretenc i Lira de Creta.

### Personatges
- Cevat Şakir Kabaağaçlı (Creta, 1890 - Esmirna, 1973): escriptor turc conegut com a Halikarnas Balıkçısı ('Pescador d'Halicarnàs')

## Història
Cronologia:
- aprox. 6000 aC a 2600 aC - Neolític
- 2600 aC a 1100 aC - cultura minoica
- 1100 aC a 67 aC - període dòric
- 67 aC a 395 - període romà
- 395 a 824 - període romà d'Orient
- 824 a 961 - període àrab
- 961 a 1204 - segon període romà d'Orient
- 1204 a 1669 - període venecià
- 1669 a 1898 - període otomà
- 1898 a 1913 - estat de Creta autònom
- 1913 a l'actualitat - Creta com a part de l'estat grec
- 1941 a 1945 - ocupació alemanya

### Període minoic
Vegeu cultura Minoica i Cnossos.

### Època clàssica
Durant l'època dòrica (aprox. 1100 aC fins a 67 aC), les ciutats de l'illa foren independents i es coneixen monedes de moltes d'elles. Sovint estaven en guerra entre si, però en cas d'atac exterior s'unien per defensar-se.
Les ciutats principals foren Cnossos, Gortina i Cidònia, i després de la decadència de la darrera, Lictos. L'hegemonia era de les dues primeres, que sovint eren hostils l'una amb l'altra.
Les disputes es van posar sota l'arbitratge de Filip V de Macedònia, l'enviat del qual va esdevenir totpoderós, però no va tenir continuïtat i abans de la guerra de Roma amb Macedònia ja no quedaven restes del poder macedoni.
El 67 aC Creta fou ocupada per Quint Metel Crètic (Creticus), que va reeixir allí on d'altres abans havien fracassat. L'illa fou incorporada a Cirene i va esdevenir província romana. Sota August era una sola província senatorial governada per un propretor amb títol de procònsol, amb el nom de Creta-Cirene o Creta i Cirene. El governador tenia un legat a la regió i un o dos questors. Creta fou província consular des del regnat de Constantí; i Cirene (amb el nom de Líbia Superior) fou província dirigida per un praeses.

#### Ciutats de la província romana (noms llatins)
Ciutats de la costa nord, d'oest a est
- Agneum
- Cisamus
- Methymna
- Dictynna
- Pergamum
- Cidònia
- Minoa
- Marathusa
- Aptera
- Cisamus
- Amphimatrium
- Hydramum
- Amphimalla
- Rhithymna
- Pantomatrium
- Astale
- Panormus
- Dium
- Cytaeum
- Apollonia
- Matium
- Heracleum
- Amnisus
- Chersonesus
- Olus
- Miletus
- Camara
- Naxus
- Minoa
- Istron
- Etea
- Grammium

A la costa est
- Itanus
- Ampelos

A la costa sud (d'est a oest)
- Erythraea
- Hierapytna
- Hippocronium
- Histoë
- Priansus
- Leben
- Matalia
- Sulia
- Pyschium
- Apol·lònia
- Phoenix
- Tarrha
- Poecilasium
- Syia
- Lissus
- Calamyda.

A la costa oest
- Inachorium
- Rhamnus
- Cherscnesus
- Phalasarna
- Corycus.

A l'interior,(d'oest a est)
- Eleaea
- Polyrrhenia
- Rocca
- Achaea
- Dulopolis
- Cantanus
- Hyrtacina
- Elir
- Caeno
- Cerea
- Arden o Anopolis
- Polichna
- Mycenae
- Lappa o Lampa
- Còrion
- Aulon
- Osmida
- Sybritia
- Eleuterna
- Axus
- Gortina
- Festos
- Pylorus
- Bebe
- Bene
- Asterusia
- Rhytium
- Stelae
- Inatus
- Biennus
- Pyranthus
- Rhaucus
- Lycastus
- Tílissos
- Cnossus
- Thenae
- Omphalium
- Pannona
- Lyctus
- Arcadia
- Olerus
- Allaria
- Praesus

#### El terratrèmol de l'any 365
L'any 365, va haver-hi un fort terratrèmol amb epicentre a la costa occidental de l'illa, que va destruir totes les seves ciutats.

### Romans d'Orient i musulmans
Després de l'ocupació de Cízic el 673/674, Djunada ibn Abi Umayya al-Azdi hi va fer una incursió sense ocupació. Sota al-Walid (705-715) una part de l'illa fou conquerida però abandonada. Una nova expedició es va fer en temps d'Harun ar-Raixid (786-808), dirigida per Humayd ibn Mayuf al-Hamdani (que també va fer una expedició a Xipre).
Fou ocupada el 828 per àrabs exiliats (fugitius d'al-Àndalus el 818 i expulsats d'Alexandria el 827), que fundaren l'Emirat de Creta. L'illa fou recuperada pels romans d'Orient el 961 després d'un setge de 10 mesos del general Nicèfor Focas. El domini romà d'Orient es va mantenir entre el 961 i el 1204.

### Domini llatí i Regne (virregnat) venecià de Càndia
Després de la conquesta de Constantinoble en la Quarta Croada, Bonifaci I de Montferrat intentà d'aprofitar la reputació i relacions del seu llinatge per tal de ser nomenat nou emperador romà d'Orient, però els venecians el varen vetar, car creien que això reduiria la seva influència a l'Orient. Per tant, un cavaller de la croada, Balduí IX de Flandes fou coronat com a Balduí I de Constantinoble mentre que Bonifaci fundà el Regne de Tessalònica i s'apoderà de Creta en 1204. Durant un temps fou dominada pel genovès Enrico Pescatore, però el 1207 la República de Venècia es va fer amb el domini de l'illa i el 1212 s'hi va establir un virregnat conegut com a Regne de Càndia, que va durar fins al 1669, només amb una breu revolta republicana el 1363-1364.
Els turcs hi van fer incursions: Aydin Umar el 1341, els otomans el 1469, Khair ed-Din Barba-rossa el 1538, i l'atac otomà a la fortalesa de la Suda el 1567, al mateix temps que la flota algeriana atacava Retimo.

### Domini otomà (Ikritish)
Després d'un atac corsari de naus de Malta a vaixells otomans amb peregrins, Ibrahim I va decidir la conquesta de l'illa (1644). L'abril del 1645 va salpar la flota reunida, que oficialment havia d'anar a Malta; el juny van desembarcar a La Canea, que fou capturada pel kapudan paixà Yusuf Pasha després d'un setge de 54 dies (19 d'agost de 1645). El març del 1646 es va conquerir Kíssamos, el juliol Aprikorno, el setembre Milopotamos, i el novembre Réthimno. Però després l'ofensiva va perdre força. El setge de Càndia fou començat i abandonat diverses vegades i, al mateix temps que els venecians bloquejaven els Dardanels (1648-1649 i 1650), el 1654 els otomans van obtenir una victòria naval als Dardanels, però el 1656 foren el venecians els que van vèncer al mateix lloc (juny) ocupant Tènedos, Lemnos i Samotràcia. Els turcs van recuperar les tres illes el 1657. El 1667 el gran visir Köprülüzade Fadil Ahmad Pasha va decidir posar fi a la situació i va reprendre el setge de Càndia (maig). La República de Venècia va acceptar la pau que es va signar el 6 de setembre de 1669 per la qual els venecians evacuaven l'illa excepte la Suda i Spinalonga (que després foren ocupades pels otomans el 1715). Creta va quedar, doncs, en mans dels otomans.
Des del 1669 fou una província otomana (eyalat) amb capital a Càndia i dividida en tres districtes (sanjaqs): Càndia, La Canea i Réthimno. Les lleis i propietats foren mantingudes i només hi portaren un nombre d'emigrants turcs d'Anatòlia (que van originar una forta minoria turca a l'illa). L'administració continuà en mans dels grecs i la llengua grega hi era oficial. Els impostos foren els normals a l'imperi (les terres 1/5 de la producció, reduït des 1775 a 1/7).
El 4 d'abril de 1770 durant la guerra amb Rússia, els russos van establir a l'illa un govern revolucionari sota la seva protecció, que va durar fins al 17 de juny de 1771, data de l'execució de Daskalogiannis.
El 21 de maig de 1821 l'illa es va revoltar i el novembre de 1821 es va constituir un govern provisional de l'Estat de l'illa de Creta. Els otomans van cridar al governador d'Egipte Muhammad Ali que desembarcà a l'illa (1824) i la va posar sota el seu control (21 d'abril de 1824), deixant-la pacificada. Va instituir assemblees conjuntes de musulmans i grecs a Càndia, Réthimno i La Canea per dirigir els afers locals, i a les que es va afegir aviat una altra a Sphakia (turc Isfakia).
El 9 d'agost de 1825 hi esclatà una nova revolta i s'establí un govern anomenat Consell de Creta, que va durar fins al febrer de 1830; el govern otomà proposà al governador d'incorporar l'illa a Egipte, però Muhammad Ali va refusar. Les Potències (Àustria, Anglaterra, França, Rússia i Prúsia) van imposar un acord en 1840 per tancar la guerra egipcio-otomana que traslladava Creta de Muhammad Ali de nou a l'Imperi Otomà, i això esvaïa les esperances d'unificació amb Grècia o d'independència i un grapat de cretencs exiliat van declarar la revolució el 22 de febrer de 1841. El governador turc originalment volia fer les paus amb els rebels, però va acabar enviant tropes a les principals zones de concentració rebel i va aconseguir reprimir la rebel·lió. Els rebels es van quedar sols ja que les potències estrangeres i Grècia s'havien negat a ajudar-los, i van perdre després d'haver patit grans baixes, a les batalles de Provarma, Vafe, Ksida i Vryses, amb els líders rebels restants fugint cap a Grècia amb dones i nens.
El 1850 la capital es traslladà a La Canea. Es van produir periòdicament revoltes menors, fins a la del 10 de juny de 1866 (que va durar fins al 1869; vegeu Revolta cretenca de 1866-1869), en què els grecs demanaven la unió a Grècia. El 1869 les potències van imposar una nova administració amb un millor repartiment del poder entre grecs i musulmans i al costat del governador es va instal·lar un consell consultiu de 5 grecs i 5 musulmans, mentre els llocs administratius rellevants foren repartits equitativament.
El 1878 esclatà una nova revolta (vegeu Revolta cretenca de 1878) i una convenció signada el 23 d'octubre de 1878 va estipular que el governador seria cristià i designat per les potències i que l'assemblea tindria 80 membres (49 cristians i 31 musulmans).
El 26 de juliol de 1896 es va produir una nova rebel·lió i Grècia va donar suport al rebels i va esclatar la guerra amb l'Imperi Otomà. La rebel·lió va durar fins al 3 de febrer del 1897.

#### Governadors otomans
- Yusuf Pasha 1648-?
- Desconeguts ?-1699
- Hasan Pasha 1699-1700
- Selihtar Aga 1700-1701?
- Kalaylikoz Hadji Ahmed Pasha 1701-1704
- Abdullah Pasha 1704
- Desconeguts 1704-1713
- Husein Pasha 1713
- Kara Mehmed Pasha 1713
- Desconeguts 1713-1718
- Silahdar Ibrahim Pasha 1718-1719
- Esad Pasha 1719
- Čerkess Osman Pasha 1720
- Desconegut 1720-1723
- Osman Pasha 1723-1724
- Husein Pasha 1724-1725
- Koča Mehmed Pasha 1725-1726
- Osman Pasha 1726
- Desconegut 1726-1728
- Hadji Halil Pasha 1728-1729
- Mehmed Pasha 1730-1731
- Sahin Mehmed Pasha 1731
- Azimzade Ismail Pasha 1731-1732
- Hadji Halil Pasha (segona vegada) 1732-1733
- Hadji Ali Pasha 1733-1734
- Hafiz Ahmed Pasha 1734-1735
- Hadji Huseyin Pasha 1735-1736
- Ismail Pasha 1736-1737
- Hadji Ivazzade Mehmed Pasha 1737-1740 d. 1743
- Husein Pasha 1740-1741
- Sary Mehmed Pasha 1742
- Hadji Ivazade Mehmed Pasha (segona vegada) 1742-1743
- Numan Pasha 1743-1745
- Ali Pasha 1745-1746
- Kopruluzade Ahmed Pasha 1746-1747
- Elči Mustafa Pasha 1747-1750
- Mustafa Pasha 1750
- Ibrahim Pasha 1750-1751
- Numan Pasha 1751-1754
- Melek Mehmed Pasha 1754-1755
- Mehmed Said Pasha 1755
- Ali Pasha 1755-1757
- Mehmed Pasha 1757-1758
- Kiamil Ahmed Pasha 1758-1764
- Tuzun Mehmed Pasha 1764-1766
- Husni Pasha 1766-1768
- Feizullah Pasha 1768-1769
- Hasan Pasha Tokmahzade 1769-1770 
  - Govern provisional de Daskalogiannis (protectorat rus) 1770-1771
- Ampra Suleyman Pasha 1771-1773
- Gazi Hasan Pasha Cezairli 1773-1774
- Ibrahim Pasha 1774
- Dervish Ali Pasha 1774-1776
- Kara Ahmed Pasha 1776-1778
- Ibrahim Pasha (segona vegada) 1778
- Mustafa Pasha Hačizade 1778-1779
- Mustafa Pasha Mirahor 1779
- Mehmed Emin Pasha 1779-1780
- Mustafa Pasha Hačizade (segona vegada) 1780
- Aslan Pasha 1780-1783
- Said Ali Pasha Kassupis 1783
- Abdullah Pasha 1783-1784
- Ekmezi Mehmed Pasha 1784-1786
- Suleyman Pasha Zorlu 1786-1787
- Mehmed Pasha 1787
- Mustafa Pasha Hačizade (tercera vegada) 1787
- Mehmed Izzet Pasha 1787
- Ekmezi Mehmed Pasha (segona vegada) 1788-1789
- Abdullah Pasha Azamzade 1789
- Yusuf Pasha 1789-1790
- Husein Pasha 1790-1793
- Hasan Pasha 1793-1797
- Ferhad Pasha 1797
- Said Hafiz Pasha 1797-1798
- Mehmed Hakki Pasha 1798-1799
- Tahir Pasha 1799-1801
- Sami Pasha 1801-1802
- Ardinli Mehmed Pasha 1802-1803
- Abdullah Dervish Pasha 1803
- Mustafa Hasib Pasha 1803-1804
- Mehmed Husrew Pasha 1804-1805
- Vani Mehmed Pasha 1805
- Osman Pasha 1805-1806
- Said Hafiz Pasha (segona vegada) 1806-1807
- Kadri Pasha 1807-1808
- Merasli Ali Pasha 1808-1809
- Kadri Pasha (segona vegada) 1809-1810
- Hafiz Pasha 1810-1811
- Sami Bekir Pasha 1811-1812
- Kurd Hači Osman Pasha 1812-1815
- Ibrahim Pasha 1815-1816
- Vehid Fazil Pasha 1816-1819
- Hilmi Ibrahim Pasha 1819-1820
- Serif Pasha 1820
- Said Lutfullah Pasha 1820-1826
- Kara Süleyman Pasha 1826-1829
- Mehmed Zehrab Pasha 1829-1830 
  - Govern cretenc rebel 
    - D. Flampouriaris 1821 (cap del consell 21 de maig a 11 de novembre)
    - Michael Afendoulis 1821-1822 (governador)
    - Neofytos Oikonomou 1822-1823 (interí)
    - Emmanuel Tombazis 1821-1824 (cap de l'estat)

  - Gevern cretenc rebel (2n)
    - Halis 1825-1828 (cap del consell)
    - Hatzimichalis Dalianis 1828 (gener a maig) (Cap del consell)
    - Baró von Rheineck 1828-1829 (cap del consell)
    - Hahn 1829 (setembre-octubre) (cap del consell)
    - Nicolaos Renieris 1829-1830 (cap del consell)
- Mustafa Naili Pasha 1830-1851
- Salih Vamik Pasha 1851-1852
- Mehmed Emin Pasha 1852-1855
- Veli Pasha (Veligi Eddin) 1855-1857
- Abdurrahman Sami Pasha 1857-1858
- Husein Husni Pasha 1858-1859
- Ismail Rahmi Pasha 1859-1861
- Hekim Ismail Pasha 1861-1866 
  - Govern cretenc rebel 
    - Kallergis (juny a setembre de 1866)
    - John Zymvrakakis (a Càndia) 1866-1869
    - Panos Koronaeos (a Retimo) 1866-1869
    - Michael Korakas (a Creta oriental) 1866-1869
- Mustafa Naili Pasha (segona vegada) 1866-1867
- Hüseyin Avni Pasha 1867
- Serdar Ekrem Ömer Pasha 1867
- Husein Avni Pasha (segona vegada) 1867-1868
- Arif Efendi (interí) 1868
- Kučuk Omer Fevzi Pasha 1868-1870
- Reuf Pasha 1870-1871
- Kučuk Omer Fevzi Pasha (segona vegada) 1871-1872
- Redif Pasha 1872
- Safvet Pasha 1872-1873
- Reuf Pasha (segona vegada) 1873-1874
- Hasan Sami 1874-1875
- Redif Pasha (segona vegada) 1875
- Ahmed Muhtar Pasha 1875-1876
- Hasan Sami (segona vegada) 1876-1877
- Kostakis Adossidis Pasha 1877-1878
- Ahmed Muhtar Pasha (restored) 1878
- Iskender Pasha (Aléxandros Karatheodory) 1878-1879
- Ioannis Photiades Pasha 1879-1885
- Ioannis Savas Pasha 1885-1887
- Kostakis Anthopoulos Pasha 1887-1888
- Nikolakis Sartinki Pasha 1888-1889
- Hasan Reza Pasha 1889
- Shakir Pasha 1889-1890
- Ahmed Cevad Pasha 1890-1891
- Mahmud Celaleddin Pasha 1891-1894
- Turhan Pasha 1894-1895
- Iskender Pasha (segona vegada)1895-1896
- Turhan Pasha (segona vegada)1896
- Abdullah Pasha 1896
- George Berovich Pasha 1896-1897
- Musavir Pasha 1897
- Photiades Karatheordy 1897
- Ahmed Cevad Pasha (segona vegada) 1897-1898
- Edhem Pasha 1898
  - Govern rebel 
    - Manoussos Koundouros 3 de setembre de 1895 - 1896
    - Kostaros Voloudakis 26 de juliol de 1896 - 17 d'octubre de 1896 (President de l'assemblea revolucionaria)
    - Manoussos Koundouros 17 d'agost de 1896 - 1897 President del Comité revolucionari
    - Antonios Sifakas 24 de gener de 1897 - 3 de febrer de 1897 (Cap del govern provisional)

### El final del domini otomà, la república autònoma, i la incorporació al Regne de Grècia
El desembre de 1897 Turquia va acceptar el principi d'autonomia de l'illa i el 20 de març de 1898 es va establir la República de Creta sota sobirania otomana. El 6 de novembre de 1898 els militars otomans van abandonar l'illa i el 19 de novembre el príncep Jordi de Grècia en fou designat comissari extraordinari, si bé la nominal sobirania otomana es mantenia. El 1900 el príncep Jordi va voler proclamar la unió amb Grècia, però no va obtenir el suport de les potències.
El seu successor, Zaïmis, proclamà la independència el 6 d'octubre de 1908, que de fet suposà la unió a Grècia. El 9 de maig de 1910 l'assemblea va fer jurament al rei de Grècia mentre la tensió augmentava amb Turquia, que no reconeixia la unió.
El 10 d'octubre de 1912, durant la Guerra dels Balcans, el govern grec va confirmar la unió, i els tractats de Londres (30 de maig de 1913) i de Bucarest (10 d'agost de 1913) van reconèixer la unió amb Grècia.
Bona part de la població musulmana (autoanomenada turca, però de fet la major part eren conversos) va marxar entre 1900 i 1912 i la resta de musulmans ho va fer el 1923 amb els acords d'intercanvi de poblacions entre Grècia i Turquia basat en criteris de religió (per als turcs tots els cristians eren rumi, és a dir, grecs; per als grecs tots els musulmans eren turki, Τούρκοι, és a dir, turcs).

#### Govern autònom de Creta
- Ioannis Konstantinou Sphakianakis, 20 de març de 1898 - 21 de desembre de 1898 (president de la comissió executiva de l'assemblea de Creta),
- Príncep Jordi de Grècia, comissionat plenipotenciari, 21 de desembre de 1898 - 30 de setembre de 1906,
- Aléxandros Zaïmis, comissionat plenipotenciari, 1 d'octubre de 1906 - 30 de setembre de 1911,
- càrrec vacant: 30 de setembre de 1911 - 30 de maig de 1913,
- annexió a Grècia: 30 de maig de 1913.

### Ocupació alemanya
El 20 de maig de 1941 els alemanys van ocupar la part occidental de l'illa i els italians la part oriental. Els alemanys van ocupar tota l'illa el 8 de setembre de 1943, fins que es van rendir als aliats el 8 de maig de 1945.
Vegeu Batalla de Creta.

#### Governadors militars alemanys
- Kurt Arthur Bruno Student, 20 de maig de 1941 - 31 de maig de 1941,
- Alexander Andrae, 9 de juny de 1941 - 30 d'agost de 1942,
- Bruno Bräuer, 30 d'agost de 1942 - 31 de juny de 1944,
- Friedrich Wilhelm Müller, 1 de juliol de 1944 - 13 de setembre de 1944,
- Georg Benthack, 13 de setembre de 1944 - 8 de maig de 1945.